# Marena Whitcher
Marena Whitcher (* 19. März 1990) ist eine Schweiz-amerikanische Musikerin, Multiinstrumentalistin und Gesamtkünstlerin, deren Repertoire von der Komposition über Gesang bis zu Performance und Musiktheater sowie von Avantgarde Pop über Jazz, Folk und Blues bis zur zeitgenössisch klassischen Musik und Kleinkunst geht. Sie spielt mehrere Instrumente, u. a. Gitarre, Keyboard, Perkussion und Glasharfe. Sie arbeitet außerdem als Schauspielerin, Kostümbildnerin und Tänzerin. Zudem unterrichtet sie Gesang, Songwriting und Gesang mit Klavierbegleitung. Whitcher hat erfolgreiche Bands im In- und Ausland.

## Ausbildung
Marena Whitcher nahm 2008 am „Summer Music Program“ des Berklee College of Music teil. Von 2010 bis 2013 absolvierte sie ihren Bachelor in Musik (Profil Jazzgesang) an der Zürcher Hochschule der Künste, den sie mit Auszeichnung abschloss. Von 2014 bis 2016 folgte das Masterstudium „Jazz-Performance & Komposition“ an der Hochschule der Künste Bern. Anschließend folgte ein halbjähriger Aufenthalt in New York mit dem Auslandatelier-Stipendium der Stadt Zürich, wo sie sich bewusst Richtung Schauspiel und Tanz fortbildete. Von 2019 bis 2021 absolvierte sie ein zweites Masterstudium an der Zürcher Hochschule der Künste, den sie ebenfalls mit Auszeichnung abschloss und bei dem sie mit dem Berti Alter Preis für hervorragende Leistungen im MA in Musikpädagogik ausgezeichnet wurde.

## Werk
Neben verschiedenen Engagements als Gastsängerin, zum Beispiel bei der schweizweit bekannten Electro-Swing-Band „Klischée“, lancierte Whitcher mehrere eigene musikalische Projekte, darunter Max & Marena Whitcher with Ensemble, Eclecta mit Andrina Bollinger (2010–2020), Shady Midnight Orchestra, Gregor Frei Asmin Sextet und Janetts Jazzmusic-Baukasten. Sie trat bereits an renommierten Veranstaltungsorten auf, z. B. beim Schaffhauser Jazzfestival als einer Werkschau des Schweizer Jazz, die sich im Jahr 2016 „jung, bunt und weiblich“ zeigte. Weitere Auftritte folgten u. a. bei Opernhaus Zürich, Gurtenfestival Bern (CH), St-Galler Openair (CH), Fusion Festival Lärz (DE), Boomtown Fair Winchester (UK), Siberia Grand Hall (RU) und Sazavest (CZ).
Whitcher arbeitete außerdem an Musiktheaterwerken mit wie Helmut Oehrings „FinsterHERZ oder Orfeo17“ oder „AGOTA? Die Analphabetin (Gestern/Irgendwo)“. Kollaborationen fanden u. a. mit dem Musikkollegium Winterthur, dem Ensemble Modern, der Kammerakademie Potsdam, der freien Opernkompanie Berlin Novoflot, den Komponisten Niki Reiser oder Michael Wertmüller, dem Bodan Art Orchestra oder dem Zurich Jazz Orchestra statt.
Für Radio SRF2 vertonte und instrumentalisierte Whitcher mehrere Hörspiele und lieh diversen Film-Soundtracks ihre Stimme.
Darüber hinaus ist Whitcher Delegierte von Swissperform (ausübende Phono), Mitglied des Matronatskomitees von Helvetiarockt und Gastdozentin an der Zürcher Hochschule der Künste und der Hochschule der Künste Bern.

## Mitwirkung an Film-Soundtracks
Marena Whitcher wirkte als Studiosängerin bei mehreren Film- und Serienproduktionen mit, u. a.:
- 2025: The Exposure (Regie: Thomas Imbach, Produktion: Thomas Imbach, Andrea Štaka, Dan Wechsler)
- 2025: Die Beschatter (Regie: Michael Steiner, Produktion: SRF)
- 2022: Der Räuber Hotzenplotz (Regie: Michael Krummenacher, Koproduktion Claussen + Putz Filmproduktion GmbH, Zodiac Pictures, Studiocanal GmbH, unter Beteiligung ZDF und SRF)
- 2021–2024: Neumatt (Regie: Marianne Wendt, Koproduktion SRF und Zodiac Pictures)
- 2020: Die Känguru-Chroniken (Regie: Dani Levy, Produktion: X Filme Creative Pool, Vertrieb: Warner Bros., Co-Produktion: ZDF)
- 2019: Aus dem Schatten (Regie: Marcel Gisler, Produktion: SRF, Arte)
- 2016: Die Welt der Wunderlichs (Regie: Dani Levy)

## Diskografie (Auswahl)
- Eclecta, Open Other Doors (mit Andrina Bollinger), 2020[10][11]
- Eclecta, Eclecta Remixed (mit Andrina Bollinger), 2017[12]
- Eclecta, A symmetry (mit Andrina Bollinger), 2016[13]
- Marena Whitcher’s Shady Midnight Orchestra, True Wissdursiktiga Spukkiswaeberss, 2016[12]
- Marena Whitcher’s Shady Midnight Orchestra, Ghostology, Schweiz 2015 (Jazz, Pop)[3][11][14]
- Gregor Frei Asmin Sextet, Roots Of a Weightless Soul, Schweiz 2011 (Jazz)[3]
- Gregor Frei Asmin Sextet, Land of Refuge, Schweiz 2009 (Jazz)[3]

## Auszeichnungen und Förderungen
- 2023: Förderpreis für Liedtexte der Stiftung Nico Kaufmann[15]
- 2022: Nominierung für den Förderpreis der Zürcher Kantonalbank für „Wild Things“[16]
- 2022: Moods-Aïda Alliman Award[17]
- 2022: Covid-Arbeitsstipendium 2022 der Stadt Zürich[18]
- 2021: Berti Alter-Preis[1]
- 2020: Förderpreis Kanton Zürich für Whitchers Band Eclecta[19]
- 2018: Förderung „Get Going!“ der Fondation SUISA[20]
- 2016: Förderpreis der Stadt Winterthur (mit 10.000 Franken dotiert)[4]
- 2015: Kunstpreis der Akademie der Künste Berlin (erste Preisträgerin in der Kategorie Jazz/Pop)[21]
- 2015: Auslandsatelier-Stipendium New York[22]
- 2015: Förderpreis der internationalen Bodenseekonferenz in der Sparte Jazz[23]
- 2015: Prix netzhdk (Alumnipreis) der Zürcher Hochschule der Künste[24]
- 2015: Nominierung für den ZKB Jazzpreis für Marena Whitchers „Shady Midnight Orchestra“[25]
- 2014: Stipendium der Friedl Wald Stiftung[26]

## Presse (Auswahl)
Nach der Openair-Literaturveranstaltung „lauschig“ wurde Whitchers Musik so beschrieben:
„Inspiration für ihre Arbeit schöpft sie aus allen möglichen Quellen: Von Weltliteratur wie Dantes Göttliche Komödie, über die Jung‘sche Psychoanalyse bis hin zu Gemälden von Dalí finden so neben Selbstironie und Lebensenergie auch Zerbrechlichkeit und menschliche Abgründe Platz.“
„Great melodies one after the other, and sudden explosions or more off-road moments (…). It is a truly unique experiment with great moments, a nice flow and an overarching theme uniting everything.“
„In der jungen Sängerin Marena Whitcher scheinen die kreativen Ideen nur so umherzuschwirren und Symbiosen einzugehen. Ihre musikalisch-theatralischen Projekte beeindrucken durch detailverliebte Raffinesse und grosses Spektakel.“ – Moods Musikerrat, im Rahmen der Carte Blanche 2019 (ehemals Artist in Residence)